# Pomník Kargula a Pawlaka
Pomník Kargula a Pawlaka, nebo pomník Pawlaka a Kargula a polsky Pomnik Kargula i Pawlaka, je sousoší bronzových plastik v části Chełmińskie Przedmieście města Toruň v Kujavsko-pomořském vojvodství v Polsku. Autorem díla je toruňský umělec Zbigniew Mikielewicz.

## Historie a popis díla
Dne 11. února 2006 byla před multikinem v Toruni odhalena socha/pomník populárních, fiktivních a výrazných komediálních postav Władysława Kargula a Kazimierze Pawlaka, protagonistů polské filmové trilogie Sylwestra Chęcińského Sami swoi, Nie ma mocnych a Kochaj albo rzuć (poslední díl je známý pod českým názvem Nebožtík za oceánem). Oba protagonisté s kufry jsou zobrazeni v životní velikosti ve známé scéně z filmu Nebožtík za oceánem, kde s údivem hledí na americkou realitu po příletu do USA. Přímo v Toruni se však dívají na neonový nápis multikina. Na Kargulově tváři se zrcadlí nedůvěra a znechucení a na Pawlakově tváři zase naivita. Součástí díla je také kufřík, který ve filmu obsahoval vodku, klobásu, křišťál a krém Nivea jako humorné atributy tehdejší polskosti při návštěvě zámoří.

## Galerie

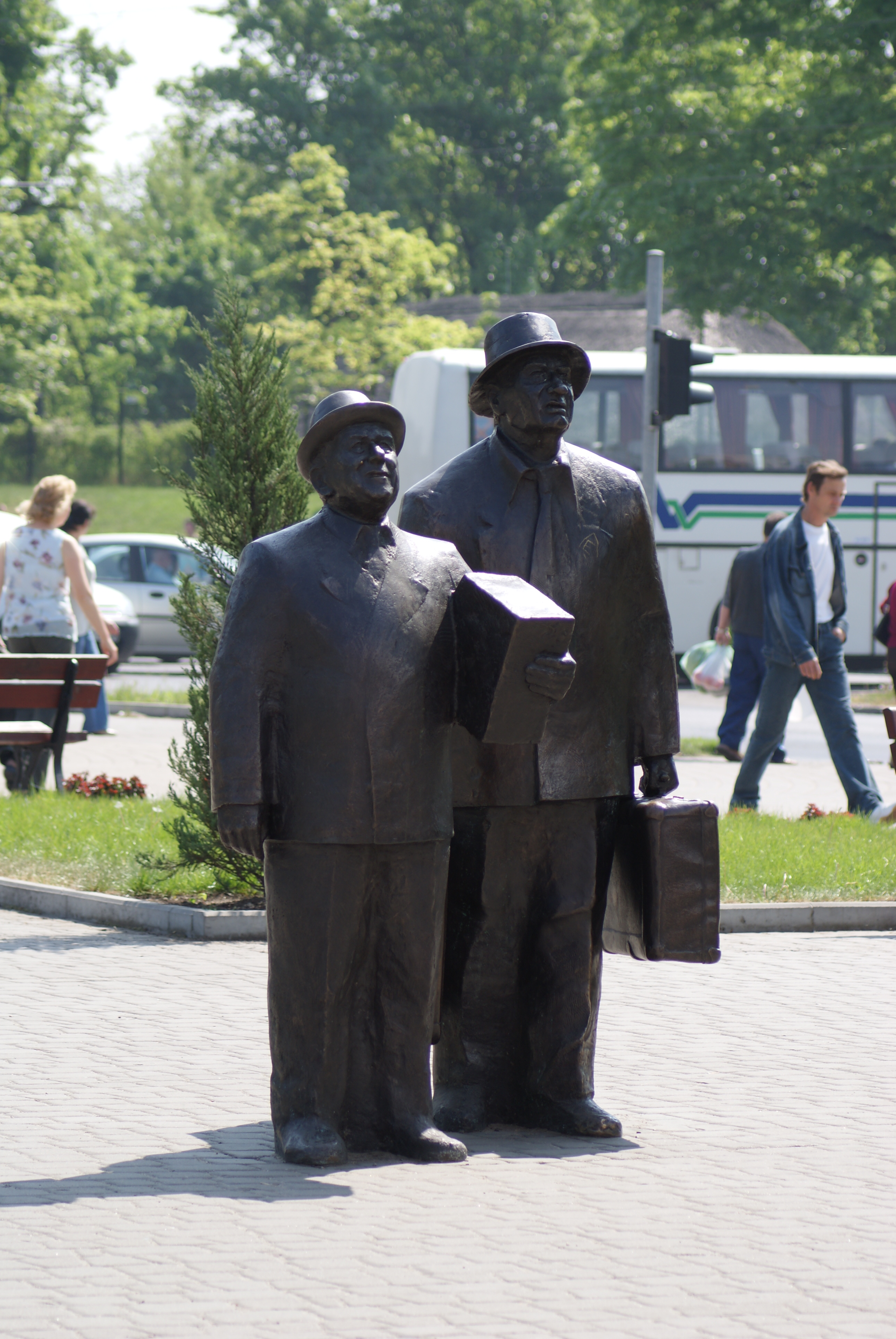
Čelní pohled
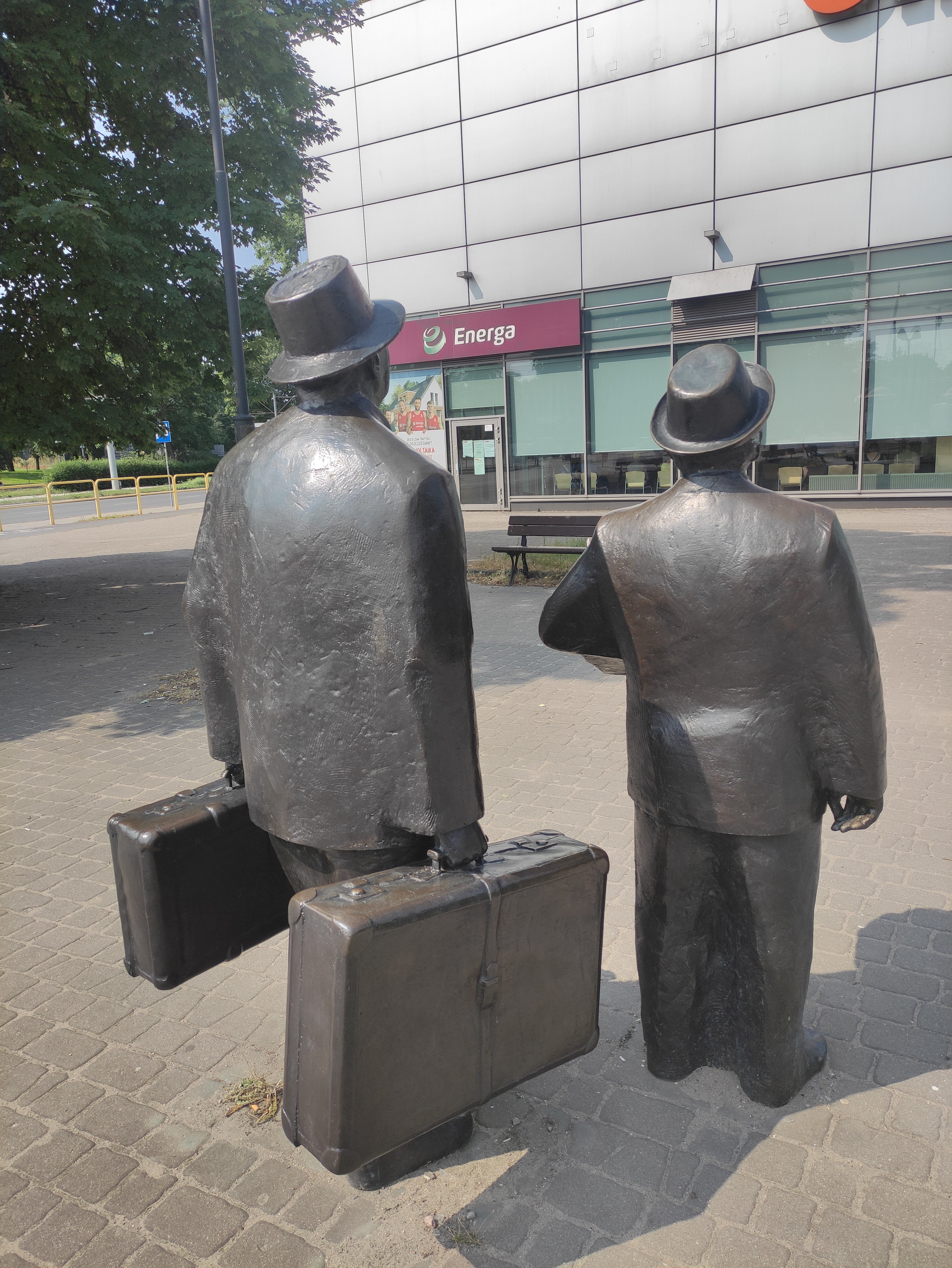
Zadní pohled